# Leonie Zuntz
Leonie Zuntz (* 11. Oktober 1908 in Berlin; † 14. Dezember 1942 in Oxford) war eine deutsche Hethitologin.

## Leben

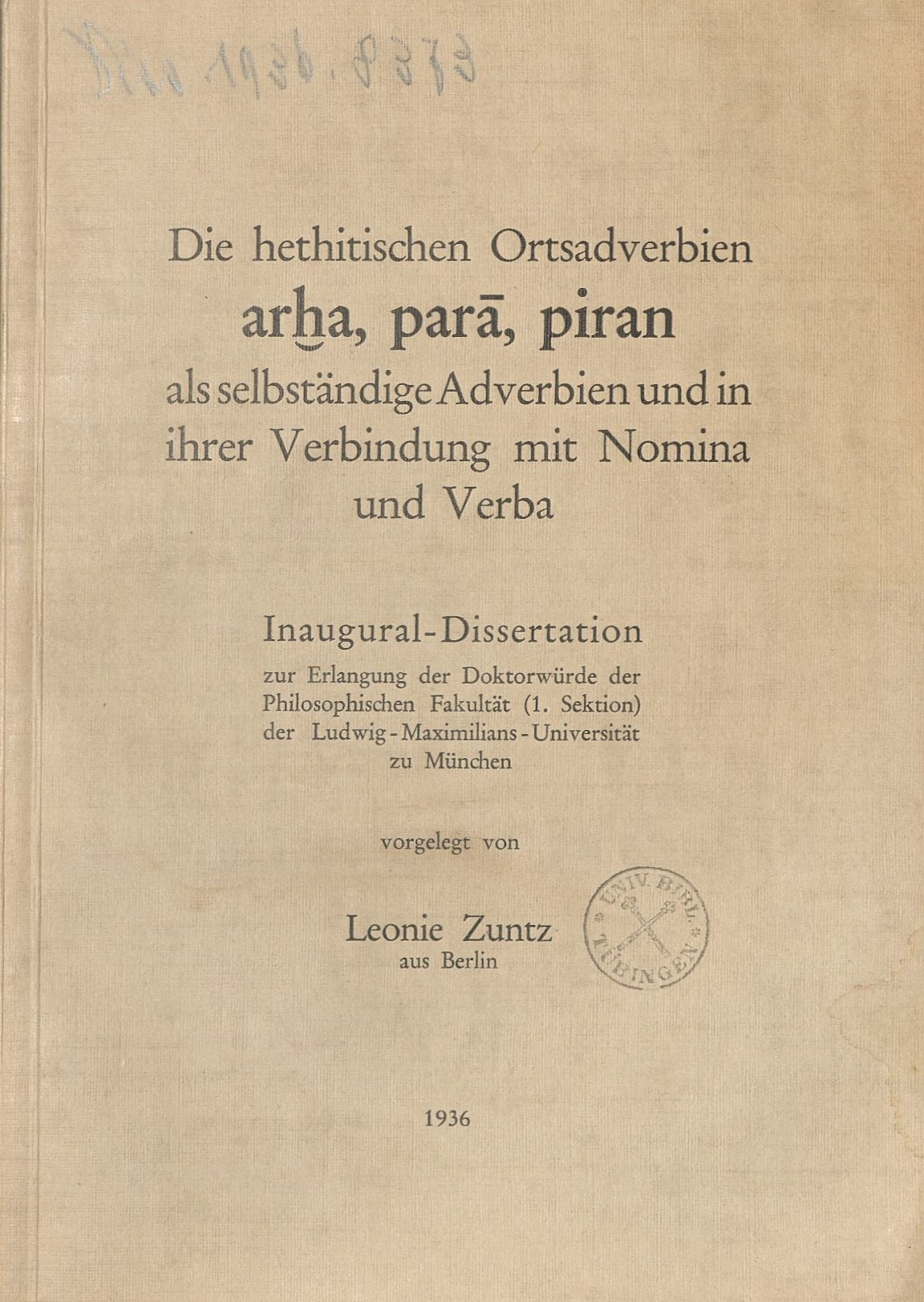
Dissertation (1936)

Leonie Zuntz war eine Tochter des Mediziners Leo Zuntz und der Edith Bäring. Sie machte 1927 an einem Realgymnasium in Berlin das Abitur und studierte Indogermanistik und Semitistik in Berlin und München. Ihre Dissertation bei Ferdinand Sommer wurde 1936 veröffentlicht. Die Arbeit wurde von der Fachforschung vor allem aufgrund ihrer Leistung, den archaischen Charakter des Hethitischen im Indoeuropäischen nachzuweisen, gewürdigt.
1935 emigrierte Zuntz, bedingt durch die Verfolgung, der sie nach dem Machtergreifung der Nationalsozialisten unterworfen war, nach deren Definition sie als Jüdin galt, obwohl die Familie seit der Konversion von Zuntz’ Großvater christlicher Konfession war, nach Großbritannien. Im selben Jahr übersiedelte auch ihre Schwester, die Kunsthistorikerin Dora Zuntz, dorthin, und beider Bruder Günther Zuntz folgte ihnen 1939 mit seiner Familie. Leonie Zuntz fand eine unbesoldete Stelle als Lehrerin für Hethitisch am Jesus College der University of Oxford, wo sie am Somerville College leben durfte, während sie ihren Lebensunterhalt mit privatem Sprachunterricht verdiente.
Seit 1938 arbeitete Zuntz für die Oxford University Press, für die sie hauptsächlich keilschriftliche Korrekturen las. Außerdem veröffentlichte sie 1936 eine Quellenedition hethitischer Texte, deren Übersetzung ins Italienische von Giacomo Devoto besorgt wurde.
Von den nationalsozialistischen Polizeiorganen wurde Zuntz derweil als Staatsfeind eingestuft: Im Frühjahr 1940 setzte das Reichssicherheitshauptamt in Berlin sie auf die Sonderfahndungsliste G.B., ein Verzeichnis von Personen, die im Falle einer erfolgreichen deutschen Invasion Großbritanniens durch die Sonderkommandos der SS-Einsatzgruppen mit besonderer Priorität ausfindig gemacht und verhaftet werden sollten.
Zuntz starb im Dezember 1942 in Oxford, einigen Quellen zufolge durch Suizid.

## Schriften
- Die hethitischen Ortsadverbien arḫa, parā, piran als selbständige Adverbien und in ihrer Verbindung mit Nomina und Verba, 1936.
- Un testo ittita di Scongiuri, 1937.